# Maniac (film 2012)
Maniac è un film del 2012 diretto da Franck Khalfoun.
Il film, con protagonista Elijah Wood, è il remake dell'omonima pellicola del 1980, diretta da William Lustig, con protagonista Joe Spinell, che scrisse il soggetto del film e lo co-produsse.

## Trama
(Frank)
Frank è un restauratore di manichini, psicopatico a causa dei continui abusi della madre subiti in tenera età. Per vendetta nei confronti della madre e accecato dal dolore uccide ragazze e donne per poi fare loro lo scalpo da attaccare nei manichini nel suo negozio. Finché un giorno incontra Anna.

## Produzione

### Budget
Il budget del film è di circa 6 milioni di dollari.

### Riprese
Le riprese del film vengono effettuate nella città di Los Angeles, in California (Stati Uniti d'America).

## Promozione
Il primo trailer del film viene diffuso il 6 novembre 2012.

## Distribuzione
La pellicola è stata presentata in anteprima mondiale il 26 maggio 2012 nel corso della 65ª edizione del Festival di Cannes. In seguito viene presentato in altri festival cinematografici tra cui i più importanti sono il Festival di Zurigo, il Sitges - Festival internazionale del cinema fantastico della Catalogna, il Chicago International Film Festival ed il Torino Film Festival (il 24 novembre 2012).
Il film viene distribuito nelle sale cinematografiche francesi a partire dall'11 dicembre 2012, nelle sale tedesche dal 27 dicembre ed in quelle inglesi dal 15 marzo 2013. Venne distribuito in Italia direct to video nel maggio 2014, con il divieto ai minori di 18 anni.

### Divieto
Il film viene vietato ai minori di 18 anni in quasi tutti i paesi europei.

## Premi e riconoscimenti
- 2012 - Chicago International Film Festival
  - Candidatura per il miglior film horror
- 2012 - Neuchâtel International Fantastic Film Festival
  - Candidatura per il miglior film fantastico